# Georges Groine
Georges Antoine Groine (Clermont-Ferrand, 19 febbraio 1934 – Clermont-Ferrand, 30 novembre 2022) è stato un pilota di rally francese, specializzato nei rally raid, vincitore di due Rally Dakar (1982 e 1983), categoria camion.

## Biografia
In carriera ha partecipato a diverse edizioni della Parigi-Dakar negli anni 1980 (vincendone due), sempre su camion della scuderia Mercedes.
Terminata la carriera agonistica, fonda la Groine Developpement Competition, con sede ad Aubière, questa volta con le auto Mercedes (quali la Mercedes ML430) parteciperà ad altre edizioni del Rally Dakar e di rally raid più in generale. In particolare la Groine Developpement Competition schierò al via del Rally Dakar 2003 ben tre piloti sulle Mercedes ML430: Jean-Pierre Strugo, il veterano René Metge (vincitore di tre Dakar con le auto) e Phillippe Gache (che aveva come ci-pilota il figlio di Groine, Gauthier), i quali conclusero la corsa rispettivamente in 16ª, 23ª e 43ª posizione.

## Palmarès

### Rally Dakar
| Anno | Categoria | Mezzo                | Equipaggio (co-pilota/meccanico)     | Pos. Cat. | Pos. Ass. |
| ---- | --------- | -------------------- | ------------------------------------ | --------- | --------- |
| 1980 | Camion    | Mercedes LP 913      | Bruno Groine Hugues Larrouze         | Rit.      |           |
| 1981 | Camion    | Mercedes 1932 AK     | Thierry De Saulieu Bernard Malferiol | 3º        | 42º       |
| 1983 | Camion    | Mercedes U 1700L     | Thierry De Saulieu Bernard Malferiol | 1º        | 19º       |
| 1983 | Camion    | Mercedes 1936 AK     | Thierry De Saulieu Bernard Malferiol | 1º        | 19º       |
| 1984 | Camion    | Mercedes 1936 AK 4x4 | Thierry De Saulieu Christian Léonard | Rit.      |           |
| 1985 | Camion    | Mercedes 1936 AK     | Chantal Nobel Bernard Malferiol      | 5º        | 50º       |
| 1987 | Camion    | Mercedes             | Bernard Malferiol Christian Léonard  | 7º        | 47º       |
| 1988 | Camion    | Mercedes             | Bernard Malferiol Délmas             | 6º        | 65º       |
| 1990 | Camion    | Mercedes             | Salaun De Resende                    |           | 47º       |
| 1993 | Camion    | Mercedes             | Guegueguen Guerin                    | 8º        | 24º       |